# Елам
Елам е древна цивилизация, развила се в днешен Югозападен Иран. Тя обхваща най-западните и югозападните части на съвременен Иран, низините на съвременните остани Хузестан и Илам, както и малка част от днешен Ирак. Името „Елам“ е заемка от библейски иврит, което преминава от шумерски Елам(а), акадски Еламту и еламитски Хатамти. Еламитските държави са сред водещите сили в древния Близък изток.
Елам се намира непосредствено на изток от Месопотамия. Първите градове в областта се появяват през каменно-медната епоха. Най-ранните писмени сведения за Елам се появяват около 3000 пр.н.е., когато се появяват и първите цивилизации в Междуречието.
През Староеламитския период (Развита бронзова епоха), Елам представлява няколко царства в Иранското плато с център Аншан. През 2 хилядолетие пр.н.е. столицата се премества в Суза, в низината на Хузестан.
Еламитската култура силно повлиява тази на Гутейската империя и наследилата я Империя на Ахеменидите, при която еламитският е един от основните използвани езици. Най-често еламският се счита за изолиран език, макар че някои учени го свързват с дравидските езици.

## Етимология
Еламитите наричат страната си Хатламти, шумерците Елам, а акадците Еламу (за мъж еламит) или Еламиту (за жена еламитянка). Елам е споменат и в Еврейската Библия, където еламитите са наследници на Елам, най-стария син на Сим (Битие 10:22, Ездра 4:9).
Най-известното място в Елам е столицата му Суза. Географите след Птолемей я наричат Сузиана. Еламитската цивилизация е концентрирана основно в днешен остан Хузестан, макар че в началото се простира до земите на съвременния остан Фарс. Името Хузестан идва от староперсийското Худжия – Елам, което преминава в средноперсийското и впоследствие новоперсийско Хуз, на което се поставя новоперсийската наставка -стан (място).

## История
Знанието за историята на Елам все още е доста разпиляно, основаващо се основно на месопотамски източници. Най-често историята на Елам се разделя на три периода, обхващащи над 2 хилядолетия. Преди тях е първия период на Елам, наречен праеламитски:
- Праеламитски период (ок. 3 200 – 2 700 г. пр.н.е.) – праеламитска писменост в Суза
- Староеламитски период (ок. 2 700 – 1 600 г. пр.н.е.) – от първото упоменаване до династията Епарти
- Средноеламитски период (ок. 1 500 – 1 100 г. пр.н.е.) – от династията Анзани до завладяването на Суза от Вавилон
- Новоеламитски период (ок. 1 100 – 539 г. пр.н.е.) – асирийско и мидийско влияние. През 539 г. пр.н.е. е създадена Империята на Ахеменидите

### Праеламитски период
Праеламитската цивилизация се развива източно от долината на Тигър и Ефрат, където релефът е съставен от низини, обградени на север и изток от планини. Поне три праеламитски държави се съюзяват, за да създадат Елам: Аншан (днешен Фарс), Ауан (вероятно в днешен Лурестан) и Шимашки (днешен Керман). За Ауан се говори по-рано от Аншан и затова някои учени считат, че двете държави са съществували в една и съща област по различно време. Оттогава Елам постоянно е превземан или се разпада. Също така праеламитски находища има далеч извън традиционните граници на областта, в Иранското плато, например Мархаси, Сиалк тепе (в днешния град Кашан) и Джирофт в остан Керман. Еламската държава се формира от тези по-малки държави в отговор на Вавилонското нашествие през Староеламитския период. Силата на Елам се дължи на способността на владетелите му да държат обединени тези царства и да разпределят добре ресурсите, добивани в определени райони.
Праеламският град Суза е основан около 4000 г. пр.н.е. по течението на река Карун. Счита се, че тук се е формирала праеламитската култура. В началото на историята си, той се предава между Месопотамия и Елам. В най-ранните слоеве е намерена керамика, която няма еквивалент в Месопотамия, но по-нагоре има предмети, характерни за Шумер от периода на Урук. Към 3200 г. пр.н.е. в Суза се появява влияние от Иранското плато, а около 2700 г. пр.н.е. се появява все още неразчетеното праеламитско писмо. Праеламитският период приключва със създаването на династията Ауан. Първият засвидетелствана историческа фигура, свързана с Елам, е цар Енмебарагеси от Киш, който го покорява (според Списък на шумерските царе). Еламитската история може да бъде проследена от източници от началото на Акадското царство.
Праеламитските държави Джирофт и Забол са най-старите свидетелства за еламитската култура. Археолозите отдават връзката им с Елам на подобията в изкуството и културата, както и плочките с праеламитско писмо в Джирофт, които показват еламитско присъствие от ок. 7000 г. пр.н.е.

### Староеламитски период
Староеламитският период започва около 2700 г. пр.н.е. Първото писмено сведение за него е свързано със завладяването на Елам от цар Енмебарагеси от Киш. През този период управляват три династии. Знаем за 12 царе от двете династии Ауан и Симаш от списък, открит в Суза, датиращ до Старовавилонското царство. Династиите Ауан и Хамази за кратко са контролирали части от Шумер, а някои от по-силните шумерски царе, например Еанатум от Лагаш и Лугаланемунду от Адаб, са управлявали Елам.
Династията Ауан управлява почти по същото време като цар Саргон Акадски, който не само разбива еламитския цар Лухиишан и покорява Суза, но и се опитва да направи акадския официален в Елам. Оттогава страната все по-често се споменава в месопотамските текстове, тъй като месопотамците се интересуват от ресурсите на Иранското плато (дървесина, камък, метали) и военните походи зачестяват.
След разпада на Акад при внука на Саргон Шаркалишари последният цар от династията Ауан, Кутикишуинак, обявява Елам за независим и отхвърля акадския език, заменяйки го с линейното еламитско писмо.
Кутикишушинак превзема Суза и Аншан, постигайки един вид политическо обединение. След смъртта му Елам се разпада и е покорен от гутеите.
Около един век по-късно шумерският цар Шулги от Ур възвръща Суза и околната местност. През първата част от управлението на династията Симашки в Елам се редуват преиоди на нападения от месопотамците и гутеите и периоди на мир с тях. Например цар Шу-Син от Ур дава една от дъщерите си за жена на княза на Аншан. Но силата на Шумер намалява – през XXI век пр.н.е. цар Иби-Син от Ур не успява да завземе голяма част от Елам. През 2004 пр.н.е. еламитите и народът на Суза се съюзяват и под командването на цар Киндату превземат Ур. Те пленяват цар Иби-Син и така поставят край на Третата династия на Ур. Царете на Исин, държава-наследник на Ур, успяват да изгонят еламитите от Ур, да построят града наново и да си върнат статуята на Син, която еламитите вземат като плячка.
Следващата династия Епарти (1970 – 1770 г. пр.н.е.) управлява по едно и също време със Старовавилонското царство. За този период знанията са много разпиляни. Началният период е наречен Епарти I. По това време Суза е под контрола на Елам, но месопотамски градове като Ларса постоянно се опитват да си възвърнат града.
Известни царе от династията Епарти са:
- Сирудух – коалира се с набиращия сила Вавилон
- Сиуе-Палар-Хупак – за кратко най-влиятелната фигура в региона, наричан „баща“ от силни месопотамски царе като Зимлим от Мари и дори Хамурапи от Вавилон
- Кудур-Нахунте – ограбва храмовете в Акад

Елам обаче не успява задълго да задържи властта в Месопотамия. Хамурапи разбива еламитите, сваля Рим-Син от Ларса и прави Вавилон доминираща сила в Междуречието.
За последния период на династията Епарти се знае много малко, защото Елам се споменава рядко по времето на каситското управление във Вавилон.

### Средноеламитски период
Средноеламитският период започва с издигането на династиите от Аншан около 1500 пр.н.е. Управлението им се характеризира с „еламизацията“ на Суза, а царете носят титлата цар на Аншан и Суза. Въпреки че първата от тези династии Кидину често използва акадски в надписите си, следващите династии Игехалк и Шутрук използват все по-ческо еламитски. Така този език става все по-важен в Сузиана.
Династията Кидину (ок. 1500 – 1400 г. пр.н.е.) се състои от петима царе с неизвестен произход. Освен титлата цар на Аншан и Суза, те се назовават и слуга на Кируашир, еламитско божество. Това означава, че те пренасят пантеона от планините в Сузиана.
От династията Игехалк (о. 1400 – 1210 г. пр.н.е.) са познати десет владетели, макар че вероятно са повече. Някои от тях се женят са каситски принцеси. Каситският цар на Вавилон Куригалзу II за кратко владее Елам около 1320 пр.н.е., но около 1230 пр.н.е. губи във войната с Елам. Еламитският цар Кидин-Хутран I отблъсква атаките на каситите. Той разбива Енлил-Надин-Шуми през 1124 пр.н.е. и Адад-Шума-Идина през 1222-1217 пр.н.е.. По времето на Игехалките Елам рядко се споменава в акадските източници и в Суза се утвърждават боговете от планинския пантеон.
При династията Шутрук (1210 – 1100 г. пр.н.е.) Еламитската империя достига своя апогей. Шутрук-Наххунте и тримата му синове – Кутир-Наххунте II, Шилхак-ин-Шушинак и Хутелутуш-ин-Шушинак правят чести военни походи в каситска Месопотамия и в същото време се проявяват като големи строители, строейки и реставрирайки пищни храмове в Суза и на други места в Елам. Шутрук-Наххунте ограбва Акад, Вавилон и Ешнуна, пренасяйки в Суза много статуи на Мардук и Манищусу, например Обелиска на Манищусу, Законника на Хамурапи и стелата на Нарамсин.
През 1158 пр.н.е. Шутрук-Наххунте прогонва трайно каситите. Той убива каситския вавилонски цар Забаба-Шума-Идина и го заменя с най-големия си син Кутир-Наххунте, който обаче се задържа на трона само три години.
Синът на Кутир-Наххунте Хутелутуш-ин-Шушинак е разбит от вавилонския цар Навуходоносор I, който ограбва Суза и си връща обелиска на Манищусу. Хутелутуш-ин-Шушинак бяга в Аншан, но по-късно се връща в Суза. Вероятно е наследен от брат си Шилхана-Хамру-Лагамар, който е последният цар от династията Шутрук. След това Елам става все по-слаб и накрая изчезва от картата за 3 века.

### Новоеламитски период
За периода от 1100 до 770 пр.н.е. се знае много малко. Все още Аншан е донякъде еламитски. Смята се, че Елам и Вавилон се съюзяват срещу Асирия. Вавилонският цар Мар-Бити-Апла-Ушур (984 – 970) е еламит по произход. Елам и Вавилон под водачеството на цар Мардук-Баласу-Икби са разбити от асирийците, водени от Шамши-Адад V.
Късният новоеламитски период се характеризира с голямо преселение на ирански племена по Иранското плато. Асирийските източници споменават за „силните мидийци“ около 800 пр.н.е. Това могат да са не само самите мидийци, но и други ирански и арийски племена, които впоследствие историята ще назове парти, сагарти, маргийци, бактрийци, согдийци и др. Едно от най-силните племена са персите (парсу), които са споменати за първи път през 844 пр.н.е., когато живеят по югоизточния бряг на езерото Урмия, но в края на периода се заселват по Иранското плато, родината на еламитите. Оттогава тази област придобива името Персия. Новопристигналите племена са васали на Новоасирийската империя до VI век пр.н.е.
За VIII век пр.н.е. се знае повече. Тогава еламитите се съюзяват с Меродах-Баладан с цел да опазят Вавилон независим от Асирия. Малък успех в тази цел постига Хумбанигаш (743 – 717), който воюва с асирийския цар Саргон II. Саргон отблъсква войските на наследника му Шутрук-Наххунте II през 710 г. и отново побеждава Елам през 708 г. Асирийският цар Сенахериб превзема Вавилон, детронира Меродах-Баладан и поставя на вавилонския трон сина си Ашур-Надин-Шуми през 700 г.
През 699 г. пр.н.е. Шутрук-Наххунте II, последният владетел с титлата цар на Аншан и Суза, е убит от брат си Халушу, който успява да превземе Вавилон и да плени Ашур-Надин-Шуми през 694 г. Халушу е убит от Кутир-Наххунте, който скоро абдикира, при което на трона се възкачва Хума-Менану III. Хума-Менану събира нова армия, за да помогне на Вавилон срещу Асирия в битката при Халуле през 691 пр.н.е. И двете страни се обявяват за победители в хрониките си, но две години по-късно Сенахериб разрушава Вавилон, а по-късно побеждава и Елам.
При царете Хума-Халдаш I (688 – 681 г. пр.н.е.) и Хума-Халдаш II (680 – 675 г. пр.н.е.) отношенията между Елам и Вавилон се влошават и двамата нападат Сипар. В началото на управлението на Асархадон (681 – 669 г. пр.н.е.) Набу-Зер-Кити-Лишир, губернатор на Южна Вавилония и еламит по произход, въстава и обсажда Ур, но по-късно бяга в Елам, където царят на Елам го пленява и го обезглавява.
Уртаку (674 – 664 г. пр.н.е.) за кратко поддържа добри отношения с Ашурбанипал (668 – 627 г. пр.н.е.), който изпраща жито в Сузиана по време на глад. Но впоследствие Уртаку загива в неуспешен поход в Асирия.
Наследникът му Темпти-Хума-ин-Шушинак (664 – 653 г. пр.н.е.) напада Асирия, но е победен и убит от Ашурбанипал в битката при Улай през 653 пр.н.е. и Суза попада под асирийска власт. Същата година Мидия, която е асирийски васал, е завзета от скитите на Мадий. Персите се преместват към Аншан, който същата година бива превзет от техния цар Теисп. Така се дава началото на първото индо-иранско царство, което впоследствие се превръща в Империята на Ахеменидите.
По времето на кратката гражданска война между Ашурбанипал и брат му Шамаш-Шум-Укин Елам отслабва много и през 646 пр.н.е. Ашурбанипал ограбва Суза. След това за кратко управляват няколко царе, които или абдикират, или биват пленявани от асирийците. През 640 пр.н.е. Ашурбанипал превзема Суза.
Според табличка на асирийския цар, разшифрована от Хенри Остин Лейърд през 1854 г.:
| „ | Суза, великият свещен град, дом на боговете им, където се провеждат тайните им ритуали, аз го покорих. Влязох в дворците му, отворих съкровищниците му, където имаше злато и сребро, стоки и богатства в изобилие... Аз разруших великия зикурат в Суза. Смазах блестящите му бронзови рога. Превърнах храмовете на Елам в развалини; разруших на малки парченца (статуите на) боговете и богините им. Унищожих гробниците на старите и новите им царе, показах ги на слънцето, закарах костите им в Ашур. Унищожих цял Елам и разпилях сол по земята. | “ |

Скоро след това Елам отново става независим, макар и разделен на няколко царства. Техните царе все още се титуловат цар на Аншан и Суза и разширител на царството на Аншан и Суза, макар че Аншан вече е в ахеменидски ръце. Впоследствие титлата остава просто цар. През 539 пр.н.е. Ахеменидите превземат Суза и окончателно слагат край на Елам.

## Градове
Елам обхваща следните градове:
- Аншан
- Суза
- Джирофт
- Забол
- Сиалк тепе
- Чога Занбил
- Мархаси

## Религия
Религията на Елам е политеистична. Малко се знае за нея, но според някои източници пантеонът им се оглавява от бог Хумбан. Други известни божества са богинята Киририша и боговете Иншушинак и Джабру.
В Матся Пурана Суза е спомената под името Варуна. В Ригведа мъдрецът Васища посещава храм с 1000 порти във Варуна. Някои учени считат, че между Елам и Индия е имало културен обмен.

## Език
Еламитският език няма връзка със съседните семитски, шумерски и ирански езици. Някои учени смятат, че в началото е записван с т.нар. праеламитска писменост, но не е сигурно дали тя се е използвала на еламитски език, тъй като тя все още не разчетена. По-късно тя се развива в линейната еламитска писменост, която после е заменена с модифицирана версия на акадския клинопис.
Някои учени свързват еламитския с езика мунда в Индия, мон-кхмерските езици или дравидските езици. Други го определят като изолиран език, който не принадлежи към никое съвременно езиково семейство. Според Дейвид Макалпин еламитският е свързан с дравидските езици (еламо-дравидска хипотеза).
Еламитският език се развива на няколко етапа, като най-ранните са към III хил. пр.н.е., а най-късните – по времето на Ахеменидската империя.
Еламитският може да е оцелял дори до ранноислямския период. Според Ибн ал-Надим „Иранските езици са фехлеви, дари, хузи, персийски и сиряни“, а според Ибн Мокафа хузи е неофициален, но често използван от персийската аристокрация език. Хуз е персийското име на Елам.

## Наследство
Еламитската култура силно повлиява на Персия.
При възхода на Ахеменидите през VI век пр.н.е. Елам престава да съществува като държава, но не и като култура. Еламитските традиции, използването на титлата цар на Аншан от Кир Велики и еламската роба, носена от Камбис I, както и известните крилати гении в Пасаргад, някои калиграфски стилове, използването на еламитския като един от трите официални езика в империята от хиляди чиновници в Персепол, почитането на еламитски божества, поддържането от властта на еламитски жреци и култове показват, че Елам е повлиял силно културата на Ахеменидски Иран. Еламитите пренасят постиженията на месопотамските цивилизации при племената в Иранското плато.
Името „Елам“ се запазва и по време на Елинистическата епоха. Полунезависима държава на име Елимаида е васал на Партското царство между II век пр.н.е. и III век. В Деяния 2:8 – 9 един от езиците, чут на Петдесятницата, е този на еламитите. От 410 г. до XIV в. Елам (Бет Хузайе) е митрополия на Асирийската източна църква.